# Saint-Léger-Dubosq

Saint-Léger-Dubosq este o comună în departamentul Calvados, Franța. În 1 ianuarie 2022 avea o populație de 239 de locuitori.